# Чемпионат мира по академической гребле 1966
2-й чемпионат мира по академической гребле прошёл с 8 по 11 сентября 1966 года близ югославского города Блед на одноимённом озере. В нём принимали участие только мужские экипажи, которые разыграли награды в 7 дисциплинах на дистанции 2000 метров. Женщины в 1966 году соревновались на чемпионате Европы, который был проведён в третьей декаде августа в Амстердаме (Нидерланды).

## Медалисты
| Дисциплина               | Золото | Золото  | Серебро | Серебро | Бронза | Бронза  |
| ------------------------ | --- | ------- | --- | ------- | --- | ------- |
| Одиночки M1x             | США · Дональд Сперо | 7:05,92 | Нидерланды · Хенри Винесе | 7:08,53 | ФРГ Йохен Майснер | 7:09,63 |
| Двойки парные M2x        | Швейцария Мельхиор Бюргин Мартин Студах                                                                                      | 6:34,89 | США · Сеймор Кромуэлл · Джеймс Сторм | 6:36,23 | ГДР · Манфред Хааке · Йохен Брюкхендлер | 6:38,92 |
| Двойки без рулевых M2-   | ГДР · Петер Кремц · Роланд Гёлер                                                                                             | 6:53,96 | Австрия · Дитер Лозерт · Дитер Эбнер | 6:55,35 | СССР · Виктор Суслин · Борис Фёдоров | 6:57,35 |
| Двойки с рулевыми M2+    | Нидерланды · Хадриан ван Нес · Ян ван де Графф · Пауль де Хаан (рул)                                                         | 7:12,23 | Франция · Жак Морель · Жорж Морель · Жиль Флоран (рул) | 7:16,97 | Италия · Примо Баран · Ренцо Самбо · Энрико Пьетрополи (рул)                                                                                                  | 7:17,04 |
| Четвёрки без рулевых M4- | ГДР · Франк Форбергер · Франк Рюле · Дитер Гран · Дитер Шуберт                                                               | 6:18,41 | СССР · Зигмас Юкна · Антанас Багдонавичюс · Владимир Стерлик · Йозас Ягелавичюс                                                                                            | 6:19,66 | Нидерланды · Мартен Клостерман · Рулоф Лёйненбург · Эрик Нихе · Рудольф Стоквис                                                                               | 6:20,33 |
| Четвёрки с рулевыми M4+  | ГДР · Ханно Мельцер · Хорст Багдонат · Гельмут Гензель · Карл-Хайнц Грцешухна · Клаус-Дитер Людвиг (рул)                     | 6:29,54 | СССР · Анатолий Ткачук · Виталий Курдченко · Борис Кузьмин · Владимир Евсеев · Анатолий Лузгин (рул)                                                                       | 6:31,38 | Югославия · Борис Эрцегович · Предраг Савич · Иво Югинович · Фране Казия · Любомир Чурович (рул)                                                              | 6:31,74 |
| Восьмёрки M8+            | ФРГ Хорст Майер Дирк Шрайер Михаэль Шван Ульрих Лун Петер Гертель Рюдигер Хеннинг Луц Ульбрихт Петер Кун Петер Нихузен (рул) | 5:56,28 | СССР · Юрий Ходоров · Андрис Приедисис · Александр Мартышкин · Аркадий Кудинов · Элмарс Рубинс · Владимир Рикконен · Виктор Суслин · Павел Ильинский · Виктор Михеев (рул) | 5:58,68 | ГДР · Йоахим Бёмер · Вольфганг Шульц · Йорг Лукке · Курт Вундерлих · Эрих Вундерлих · Клаус-Дитер Бер · Петер Хайн · Хайнц-Юрген Боте · Хартмут Венцель (рул) | 5:59,43 |

## Командный зачёт
| Место | Страна     | Золото | Серебро | Бронза | Всего |
| ----- | ---------- | ------ | ------- | ------ | ----- |
| 1     | ГДР        | 3      | 0       | 2      | 5     |
| 2     | Нидерланды | 1      | 1       | 1      | 3     |
| 3     | США        | 1      | 1       | 0      | 2     |
| 4     | ФРГ        | 1      | 0       | 1      | 2     |
| 5     | Швейцария  | 1      | 0       | 0      | 1     |
| 6     | СССР       | 0      | 3       | 1      | 4     |
| 7     | Австрия    | 0      | 1       | 0      | 1     |
| 7     | Франция    | 0      | 1       | 0      | 1     |
| 9     | Италия     | 0      | 0       | 1      | 1     |
| 9     | Югославия  | 0      | 0       | 1      | 1     |
| Всего | Всего      | 7      | 7       | 7      | 21    |

 Страна — хозяйка соревнований